# Dirka po Italiji 1946
Dirka po Italiji 1946 (italijansko Giro d'Italia 1946) je 29. izvedba dirke po Italiji, tritedenske moške cestne kolesarske etapne dirke. Začela se je 15. junija v Milanu in končala 7. julija v Milanu, potekala je prvič po prekinitvi zaradi izbruha druge svetovne vojne, ki je trajala od leta 1940. Sodelovalo je 79 kolesarjev iz sedmih ekip in šestih združenj. Rožnato majico je tretjič osvojil Gino Bartali (Legnano–Pirelli), drugo mesto Fausto Coppi (Bianchi), tretje pa Vito Ortelli (Benotto).

## Ekipe
Klubi
- Benotto
- Bianchi
- Legnano–Pirelli
- Olmo
- Viscontea
- Welter
- Wilier Triestina

Združenja
- Milan-Gazzetta
- V. C. Bustese
- Fronte Della Gioventu'-Duluz
- Enal-Campari
- Azzini-Freni Universal
- Centro Sportivo Italiano

## Etape
| Etapa | Datum     | Štart/Cilj                             | Razdalja    | Tip         | Tip                  | Zmagovalec               |             |
| ----- | --------- | -------------------------------------- | ----------- | ----------- | -------------------- | ------------------------ | ----------- |
| 1     | 15. junij | Milano – Torino                        | 185 km      |             | ravninska etapa      | Giordano Cottur (ITA)    |             |
| 2     | 16. junij | Torino – Genova                        | 190 km      |             | ravninska etapa      | Antonio Bevilacqua (ITA) |             |
| 3     | 17. junij | Genova – Montecatini Terme             | 222 km      |             | gorska etapa         | Adolfo Leoni (ITA)       |             |
|       | 18. junij | dan počitka                            | dan počitka | dan počitka | dan počitka          | dan počitka              | dan počitka |
| 4a    | 19. junij | Montecatini Terme – Prato              | 30 km       |             | posamični kronometer | Antonio Bevilacqua (ITA) |             |
| 4b    | 19. junij | Prato – Bologna                        | 112 km      |             | gorska etapa         | Fausto Coppi (ITA)       |             |
| 5a    | 20. junij | Bologna – Cesena                       | 80 km       |             | ravninska etapa      | Olimpio Bizzi (ITA)      |             |
| 5b    | 20. junij | Cesena – Ancona                        | 128 km      |             | ravninska etapa      | Aldo Bini (ITA)          |             |
|       | 21. junij | dan počitka                            | dan počitka | dan počitka | dan počitka          | dan počitka              | dan počitka |
| 6     | 22. junij | Ancona – Chieti                        | 170 km      |             | ravninska etapa      | Vito Ortelli (ITA)       |             |
| 7     | 23. junij | Chieti – Neapelj                       | 244 km      |             | gorska etapa         | Mario Ricci (ITA)        |             |
|       | 24. junij | dan počitka                            | dan počitka | dan počitka | dan počitka          | dan počitka              | dan počitka |
| 8     | 25. junij | Neapelj – Rim                          | 226 km      |             | ravninska etapa      | Elio Bertocchi (ITA)     |             |
| 9     | 26. junij | Rim – Perugia                          | 191 km      |             | ravninska etapa      | Aldo Baito (ITA)         |             |
| 10    | 27. junij | Perugia – Firence                      | 165 km      |             | ravninska etapa      | Renzo Zanazzi (ITA)      |             |
|       | 28. junij | dan počitka                            | dan počitka | dan počitka | dan počitka          | dan počitka              | dan počitka |
| 11    | 29. junij | Firence – Rovigo                       | 245 km      |             | ravninska etapa      | Oreste Conte (ITA)       |             |
| 12    | 30. junij | Rovigo – Trst                          | 132 km      |             | ravninska etapa      | odpovedana               |             |
|       | 1. julij  | dan počitka                            | dan počitka | dan počitka | dan počitka          | dan počitka              | dan počitka |
| 13    | 2. julij  | Videm – Auronzo di Cadore              | 124,5 km    |             | gorska etapa         | Fausto Coppi (ITA)       |             |
| 14    | 3. julij  | Auronzo di Cadore – Bassano del Grappa | 203 km      |             | gorska etapa         | Fausto Coppi (ITA)       |             |
|       | 4. julij  | dan počitka                            | dan počitka | dan počitka | dan počitka          | dan počitka              | dan počitka |
| 15    | 5. julij  | Bassano del Grappa – Trento            | 186 km      |             | gorska etapa         | Aldo Ronconi (ITA)       |             |
| 16a   | 6. julij  | Trento – Verona                        | 90 km       |             | ravninska etapa      | Oreste Conte (ITA)       |             |
| 16b   | 6. julij  | Verona – Mantova                       | 72 km       |             | ravninska etapa      | Elio Bertocchi (ITA)     |             |
| 17    | 7. julij  | Mantova – Milano                       | 176 km      |             | ravninska etapa      | Oreste Conte (ITA)       |             |
|       | Skupaj    | Skupaj                                 | 3039,5 km   | 3039,5 km   | 3039,5 km            | 3039,5 km                | 3039,5 km   |

## Razvrstitev po klasifikacijah
| Etapa  | Zmagovalec         | Rožnata majica ·   | Vodilni kolesar združenj | Gorski seštevek | Črna majica (zadnji) · | Ekipno          | Združenja    |
| ------ | ------------------ | ------------------ | ------------------------ | --------------- | ---------------------- | --------------- | ------------ |
| 1      | Giordano Cottur    | Giordano Cottur    | ?                        | brez            | Mario Spinazzi         | ?               | ?            |
| 2      | Antonio Bevilacqua | Antonio Bevilacqua | Egidio Marangoni         | brez            | Elio Bertocchi         | ?               | ?            |
| 3      | Adolfo Leoni       | Antonio Bevilacqua | Egidio Marangoni         | Serse Coppi     | Elio Bertocchi         | ?               | ?            |
| 4a     | Antonio Bevilacqu  | Antonio Bevilacqua | ?                        | Serse Coppi     | ?                      | ?               | ?            |
| 4b     | Fausto Coppi       | Fermo Camellini    | ?                        | Gino Bartali    | ?                      | ?               | ?            |
| 5a     | Olimpio Bizzi      | Fermo Camellini    | ?                        | Gino Bartali    | ?                      | Legnano–Pirelli | ENAL-Campari |
| 5b     | Aldo Bini          | Fermo Camellini    | Salvatore Crippa         | Gino Bartali    | Severino Canavesi      | Legnano–Pirelli | ENAL-Campari |
| 6      | Vito Ortelli       | Fermo Camellini    | Salvatore Crippa         | Gino Bartali    | Severino Canavesi      | ?               | ?            |
| 7      | Mario Ricci        | Vito Ortelli       | Salvatore Crippa         | Gino Bartali    | Severino Canavesi      | ?               | ?            |
| 8      | Elio Bertocchi     | Vito Ortelli       | Salvatore Crippa         | Gino Bartali    | Enea Antolini          | ?               | ?            |
| 9      | Aldo Baito         | Vito Ortelli       | Salvatore Crippa         | Gino Bartali    | Antonio Giauna         | ?               | ?            |
| 10     | Renzo Zanazzi      | Vito Ortelli       | Salvatore Crippa         | Gino Bartali    | Leopoldo Ricci         | ?               | ?            |
| 11     | Oreste Conte       | Vito Ortelli       | Salvatore Crippa         | Gino Bartali    | Luigi Malabrocca       | ?               | ?            |
| 12     | odpovedana         | Vito Ortelli       | Salvatore Crippa         | Gino Bartali    | Luigi Malabrocca       | ?               | ?            |
| 13     | Fausto Coppi       | Gino Bartali       | Salvatore Crippa         | Gino Bartali    | Luigi Malabrocca       | ?               | ?            |
| 14     | Fausto Coppi       | Gino Bartali       | Salvatore Crippa         | Gino Bartali    | Luigi Malabrocca       | ?               | ?            |
| 15     | Aldo Ronconi       | Gino Bartali       | Salvatore Crippa         | Gino Bartali    | Luigi Malabrocca       | ?               | ?            |
| 16a    | Oreste Conte       | Gino Bartali       | Salvatore Crippa         | Gino Bartali    | Luigi Malabrocca       | ?               | ?            |
| 16b    | Elio Bertocchi     | Gino Bartali       | Salvatore Crippa         | Gino Bartali    | Luigi Malabrocca       | ?               | ?            |
| 17     | Oreste Conte       | Gino Bartali       | Salvatore Crippa         | Gino Bartali    | Luigi Malabrocca       | Legnano–Pirelli | ?            |
| Skupaj | Skupaj             | Gino Bartali       | Salvatore Crippa         | Gino Bartali    | Luigi Malabrocca       | Legnano–Pirelli | ?            |

## Končna razvrstitev
|  | Predstavlja vodilnega v skupnem seštevku |

### Rožnata majica
| Poz. | Kolesar                | Ekipa                    | Čas         |
| ---- | ---------------------- | ------------------------ | ----------- |
| 1    | Gino Bartali (ITA)     | Legnano–Pirelli          | 65h 32' 20" |
| 2    | Fausto Coppi (ITA)     | Bianchi                  | + 47"       |
| 3    | Vito Ortelli (ITA)     | Benotto                  | + 15' 28"   |
| 4    | Salvatore Crippa (ITA) | ENAL-Campari             | + 15' 31"   |
| 5    | Aldo Ronconi (ITA)     | Benotto                  | + 24' 31"   |
| 6    | Giulio Bresci (ITA)    | Welter                   | + 27' 35"   |
| 7    | Ezio Cecchi (ITA)      | Centro Sportivo Italiano | + 37' 58"   |
| 8    | Giordano Cottur (ITA)  | Wilier Triestina         | + 38' 28"   |
| 9    | Alfredo Martini (ITA)  | Welter                   | + 39' 54"   |
| 10   | Primo Volpi (ITA)      | Velo Club Bustese        | + 43' 12"   |

### Gorski seštevek
| Poz. | Kolesar               | Ekipa                    | Točke |
| ---- | --------------------- | ------------------------ | ----- |
| 1    | Gino Bartali (ITA)    | Legnano–Pirelli          | 27    |
| 2    | Fausto Coppi (ITA)    | Bianchi                  | 20    |
| 3    | Vito Ortelli (ITA)    | Benotto                  | 17    |
| 4    | Aldo Ronconi (ITA)    | Benotto                  | 8     |
| 5    | Serse Coppi (ITA)     | Bianchi                  | 5     |
| 5    | Ezio Cecchi (ITA)     | Centro Sportivo Italiano | 5     |
| 6    | Giordano Cottur (ITA) | Wilier Triestina         | 4     |

### Razvrstitev kolesarjev združenj
| Poz. | Kolesar                 | Združenje                    | Čas          |
| ---- | ----------------------- | ---------------------------- | ------------ |
| 1    | Salvatore Crippa (ITA)  | ENAL–Campari                 | 95h 47' 51"  |
| 2    | Ezio Cecchi (ITA)       | Centro Sportivo Italiano     | + 22' 27"    |
| 3    | Primo Volpi (ITA)       | V. C. Bustese                | + 27' 42"    |
| 4    | Aldo Baito (ITA)        | V. C. Bustese                | + 28' 44"    |
| 5    | Serafino Biagioni (ITA) | Fronte Della Gioventu'-Duluz | + 31' 25"    |
| 6    | Bruno Pasquini (ITA)    | Milan-Gazzetta               | + 35' 46"    |
| 7    | Enzo Coppini (ITA)      | Fronte Della Gioventu'-Duluz | + 43' 20"    |
| 8    | Diego Marabelli (ITA)   | ENAL–Campari                 | + 46' 31"    |
| 9    | Augusto Introzzi (ITA)  | Azzini-Freni Universal       | + 1h 2' 32"  |
| 10   | Andrea Giacometti (ITA) | Fronte Della Gioventu'-Duluz | + 1h 14' 47" |